# Кікапу-Сайт-Ван (Канзас)
Кікапу-Сайт-Ван (англ. Kickapoo Site 1) — переписна місцевість (CDP) в США, в окрузі Браун штату Канзас. Населення — 110 осіб (2020).

## Географія
Кікапу-Сайт-Ван розташований за координатами 39°42′52″ пн. ш. 95°38′54″ зх. д. / 39.71444° пн. ш. 95.64833° зх. д. (39.714452, -95.648428).  За даними Бюро перепису населення США в 2010 році переписна місцевість мала площу 1,30 км², уся площа — суходіл.

## Демографія
Згідно з переписом 2010 року, у переписній місцевості мешкала 101 особа в 26 домогосподарствах у складі 25 родин. Густота населення становила 78 осіб/км².  Було 29 помешкань (22/км²).
Расовий склад населення:
| - 92,1 % — корінних американців - 7,9 % — білих |

До двох чи більше рас належало 0,0 %. Частка іспаномовних становила 4,0 % від усіх жителів.
За віковим діапазоном населення розподілялося таким чином: 48,5 % — особи молодші 18 років, 49,5 % — особи у віці 18—64 років, 2,0 % — особи у віці 65 років та старші. Медіана віку мешканця становила 19,3 року. На 100 осіб жіночої статі у переписній місцевості припадало 94,2 чоловіків;  на 100 жінок у віці від 18 років та старших — 79,3 чоловіків також старших 18 років.
Середній дохід на одне домашнє господарство  становив 29 190 доларів США (медіана — 30 833), а середній дохід на одну сім'ю — 28 150 доларів (медіана — 30 833). 
Цивільне працевлаштоване населення становило 27 осіб. Основні галузі зайнятості: виробництво — 33,3 %, мистецтво, розваги та відпочинок — 22,2 %, публічна адміністрація — 14,8 %, науковці, спеціалісти, менеджери — 14,8 %.